# 탁 (성씨)
탁(卓)씨는 중국과 한국의 성씨이다.
탁무(卓茂, BC 53년 ~ 28년)가 한나라 광무제(光武帝) 때 태부(太傅)에 오르고 포덕후(布德侯)에 봉해졌다.
탁씨는 2015년 대한민국 통계청 인구조사에서 21,099명으로 조사되어 한국의 성씨 인구 92위이다. 본관은 광산(光山) 15,901명, 광주(光州) 3,650명, 등이 있다. 《세종실록지리지》에 탁씨는 전라도 무진군(茂珍郡)·창평현(昌平縣),  경기도 가평현(加平縣)·양근군(楊根郡), 경상도 군위현(軍威縣)의 토성(土姓)으로 기록되어 있다. 
광산 탁씨(光山 卓氏) 시조 탁지엽(卓之葉)이 고려조에 학행(學行)으로 천거되어 한림학사를 거쳐 태사(太師)에 올라 광산군(光山君)에 봉해졌다고 한다.
4세 탁사정(卓思政)이 1009년(고려 목종 12년) 중랑장을 거쳐 급사중(給事中)이 되었고, 1010년(현종 1) 거란의 2차 침입시 동북계도순검사가 되어 서경(西京)에서 중랑장 지채문(智蔡文)과 함께 거란군을 격파하였으며, 1011년 어사중승(御史中丞)을 거쳐 우간의대부(右諫議大夫)에 올랐다.
8세 탁광무(卓光茂)가 공민왕 때 예의판서(禮儀判書)에 올랐다. 
탁광무의 아들 탁신(卓愼, 1367년 ~ 1426년)이 1389년(고려 공양왕 1년) 식년문과에 급제하여 조선 태종조에 사헌부집의를 거쳐 1418년(세종 즉위년) 예조참판, 1419년 예문관제학을 지내고, 1423년 의정부참찬에 올랐다. 시호는 문정(文貞)이다.
탁씨는 9명의 문과 급제자를 배출하였다. 탁종술(卓宗述)이 1831년(순조 31) 식년 문과에 을과(乙科)로 급제하여 1870년(고종 7) 가선대부(嘉善大夫)로 한성부 우윤(漢城府右尹)을 지내고, 1872년 병조참판(兵曹參判)에 올랐다

## 같이 보기
- 광산 탁씨